# 塞昆達

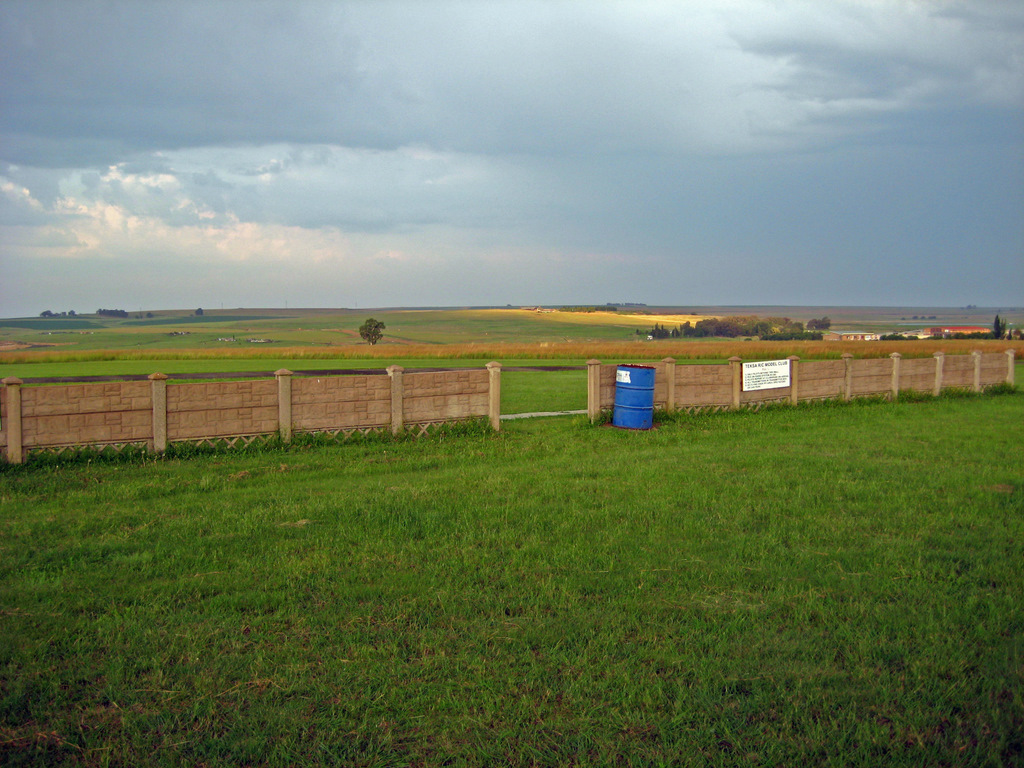
塞昆達

塞昆達是南非的城鎮，位於該國東北部，由普馬蘭加省負責管轄，距離約翰內斯堡135公里，面積150.71平方公里，2001年人口26,125，人口密度每平方公里170人。

## 外部連結
- Google Map
- teksa: about the towns